# 박성범 (영화 감독)
박성범(1969년 10월 19일 ~ 2010년 8월 15일)은 대한민국의 영화 감독이다.

## 작품
- 죽기 전에 해야할 몇가지 것들
- 내 여자의 남자친구
- 리워드
- 나도 아내가 있었으면 좋겠다
- 행복한 장의사